# João Batista Accioli Júnior
João Batista Accioli Júnior (Maragogi, 19 de agosto de 1877 — Maragogi, 9 de novembro de 1928) foi um engenheiro, industrial e político brasileiro.

## Biografia
Filho de João Batista Accioli e de Antônia Vieira Accioli. Fez o ensino primário no interior de Pernambuco e o secundário em Recife. No nível superior, fez engenharia civil na Escola Politécnica do Rio de Janeiro, do qual se formou em 1900.

## Carreira
Foi deputado federal por Alagoas (1912 — 1914).
Foi governador de Alagoas, de 12 de junho de 1915 a 12 de junho de 1918, pelo Partido Democrático.
Foi empossado pelo coronel Francisco dos Santos Pacheco, ao cargo de Governador, sendo seu Vice-governador o coronel Francisco da Rocha Cavalcante.
Foi também senador na 34ª legislatura (1927 — 1929), assumindo em abril de 1927. Faleceu durante o exercício do mandato.